# 出羽國
出羽國（日语：〔〕／〔〕 Dewanokuni */?），日本古代的令制國之一，屬東山道，又稱羽州。出羽國的領域大約為現在的山形縣及秋田縣，但不包含秋田縣東北隅的鹿角市和小坂町。这地方是为了对抗虾夷而设立。
明治元年十二月七日（1869年1月19日）被分割為羽前及羽後兩國。

## 郡
- 最上郡
- 村山郡
- 置賜郡
- 雄勝郡
- 平鹿郡（日语：平鹿郡）
- 仙北郡 - 原山本郡
- 飽海郡
- 河邊郡
- 田川郡
  - 出羽郡 - 後併入田川郡
  - 櫛引郡 - 後併入田川郡
- 秋田郡
- 由利郡
- 山本郡 - 原檜山郡

## 相關項目
- 日本令制國列表